# جاي ألان غروفز
جاي ألان غروفز (بالإنجليزية: J. Alan Groves)‏ هو عالم عقيدة أمريكي، ولد في 17 ديسمبر 1952، وتوفي في 5 فبراير 2007.